# Want (album)
Albums de 3OH!3
3OH!3
(2007) Streets of Gold
(2010)
Singles
1. Don't Trust Me
Sortie : 1er juillet 2008
2. Starstrukk
Sortie : 8 septembre 2009
3. Still Around
Sortie : 8 décembre 2009

Want est le second album studio par le groupe américain 3OH!3. Il s'agit du premier album produit par le label Photo Finish Records. L'album a été produit par Matt Squire. La chanson Punkbitch a été incluse dans la compilation de la tournée Warped Tour 2008.

## Réception
L'album est reçu au Billboard 200, à la 44e place. L'album a été reçu par des critiques diverses. Want c'est jusqu'à présent établi à plus de 1,2 million de téléchargements par pistes individuelles.[citation nécessaire]

## Listes des pistes
Édition Standard,
| No  | Titre                       | Durée |
| --- | --------------------------- | ----- |
| 1.  | Tapp                        | 1:01  |
| 2.  | Punkbitch                   | 3:51  |
| 3.  | Don't Trust Me              | 3:12  |
| 4.  | Chokechain                  | 3:21  |
| 5.  | I'm Not Your Boyfriend Baby | 3:44  |
| 6.  | I Can't Do It Alone         | 3:00  |
| 7.  | Starstrukk                  | 3:04  |
| 8.  | Richman                     | 3:19  |
| 9.  | Photofinish                 | 3:54  |
| 10. | Still Around                | 3:07  |
| 11. | Holler Till You Pass Out    | 4:10  |
| 12. | Colorado Sunrise            | 3:22  |

| 13. | Starstrukk (featuring Katy Perry)                        | 3:22 |
| 14. | Don't Trust Me (Benny Blanco Remix) (featuring Kid Cudi) | 3:16 |
| 15. | Still Around (Big Mix)                                   | 3:25 |

| 13. | Starstrukk (featuring Katy Perry)                        | 3:22 |
| 14. | Don't Trust Me (Benny Blanco Remix) (featuring Kid Cudi) | 3:16 |
| 15. | Don't Trust Me (Acid Girls Erotic Braille Remix)         | 6:26 |
| 16. | Still Around (Big Mix)                                   | 3:25 |

## Classements
Lors de la 22e semaine de Want dans le Billboard 200, celui-ci grimpa de la place 87 à la 44. Want s'est vendu à plus 455 000 exemplaires aux États-Unis depuis juillet 2010.
| Classements (2008/2010)              | Meilleure position |
| ------------------------------------ | ------------------ |
| Australian ARIA Hitseekers Chart     | 4                  |
| Canadian Albums Chart                | 47                 |
| UK Albums Chart                      | 77                 |
| UK Dance Albums Chart                | 2                  |
| U.S. Billboard 200                   | 44                 |
| U.S. Billboard Top Electronic Albums | 2                  |